# کریس بومونت
کریس بومونت (انگلیسی: Chris Beaumont؛ زادهٔ ۵ دسامبر ۱۹۶۵) بازیکن فوتبال اهل بریتانیا است.
از باشگاه‌هایی که در آن بازی کرده‌است می‌توان به باشگاه فوتبال چسترفیلد، باشگاه فوتبال روچدیل، باشگاه فوتبال استوک‌پورت کانتی، و باشگاه فوتبال اوست تاون اشاره کرد.